# Zmodem
 (décembre 2022).
Si vous disposez d'ouvrages ou d'articles de référence ou si vous connaissez des sites web de qualité traitant du thème abordé ici, merci de compléter l'article en donnant les références utiles à sa vérifiabilité et en les liant à la section « Notes et références ».
 (décembre 2022).
Zmodem est un protocole de transfert de fichier avec contrôle d'erreur et recouvrement de plantage. Développé par Chuck Forsberg [Quand ?], il devint le protocole le plus populaire sur les BBS.
Son taux de transfert est proche du protocole Ymodem-G. Comme Ymodem-G, Zmodem n'attend pas de confirmation positive pour chaque bloc de données transmis, mais envoie les blocs par successions rapides. Si une transmission Zmodem échoue ou est annulée, le transfert peut être repris plus tard et les données précédemment transmises ne sont pas renvoyées.
Sur un terminal Unix, les commandes sz (pour envoyer) et rz (pour recevoir) permettent de gérer le ZModem.